# Jaguar Ascot
La Jaguar Ascot est un concept car dessiné par Marcello Gandini et construit par l'Italien Bertone pour Jaguar. Présenté pour la première fois en 1977, il est basé sur la Jaguar XJ-S. Visuellement, l'Ascot ressemble beaucoup à la Ferrari 308 GT Rainbow de Bertone présentée un an plus tôt et basée sur la Ferrari 308.

## Histoire

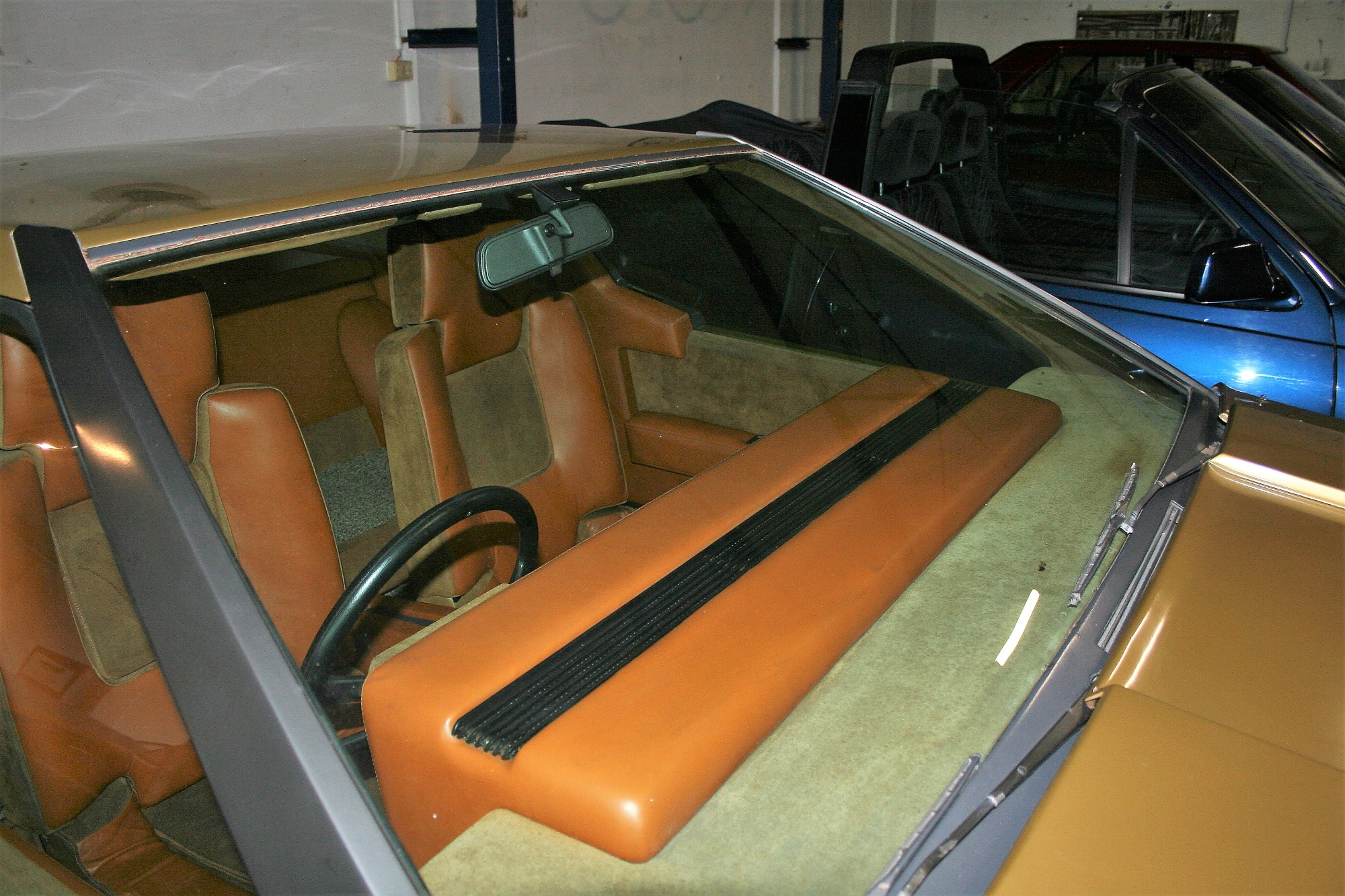
Pare-brise et tableau de bord de la Jaguar Ascot.

Dans la première moitié des années 1970, Jaguar cherche à remplacer la Type E, qui se fait vieillissante et dont la ligne sculpturale a mal supporté les évolutions nécessaires pour la garder en conformité avec le marché américain. La XJS voit ainsi le jour en 1975, et elle est radicalement différente, avec un stype plus typée GT. Hélas, la ligne de XJS peine à convaincre : après les courbes étourdissantes de la Type E, les traits rectilignes de cette nouvelle Jaguar manquent de finesse aux yeux des clients de l’époque. Malheureusement pour elle, la XJS sort l'année au cours de laquelle Jaguar devient la propriété de l'État britannique tout comme le reste des marques appartenant alors à British Leyland. La sauvegarde des emplois et la stabilité financière du groupe deviennent ainsi l'objectif numéro un. Un contexte gouverné par la sobriété dans lequel il n'est pas possible de tout risquer en termes de design et d'innovation. Beaucoup de carrossiers tentent alors d’imaginer leur propre version d’une héritère de la Type E. Pininfarina fait ainsi sensation avec la XJ Spider tandis que Bertone présente en 1978, cette étonnante XJS complètement revisitée et rebaptisée Ascot.
La Jaguar Ascot se pose en héritière de la Ferrari Rainbow (1976) et de la Lamborghini Bravo (1974) avec ses lignes anguleuses et son profil en coin,. Elle permet à Bertone et à Marcello Gandini de continuer à développer le style anguleux du carrossier italien à l’aube des années 1980.
La Jaguar Ascot a été finalement laissée entre les mains du carrossier italien par le constructeur anglais après avoir parcouru beaucoup de Salons. Grâce à cela, bien que ce concept-car n'ait pas rencontré le succès, l'Ascot est entrée dans l'histoire de l'automobile comme l'un des derniers échantillons de cette conception de coin, le Wedge design, qui a repensé la façon de concevoir une voiture de sport haut de gamme durant une décennie.

## Description
L'habitacle, doté d’un tableau de bord imposant, est habillé d'un mélange de cuir marron et de daim associé à l'instrumentation de la XJS et à un téléphone de voiture, le summum du luxe à l'époque. L'Ascot n'est pas produite en série car elle est trop différente du reste de la gamme Jaguar avec des courbes félines respirant autant la sensualité que la puissance, un mélange subtil de féminité et de musculature. C’est cette alchimie délicate qui a fait le succès des modèles les plus connus de Jaguar tels que la XK120, Mk2, Type E, XJ6, F-Type et bien d'autres. L'Ascot marche quant à elle à contre-courant. Ses lignes sont brutales et taillées à la serpe, rappelant en cela certaines Lotus et TVR des années 70,.
Plus tard, on retrouvera quand même des détails stylistiques, tels que les ailes arrière et la forme des vitres, sur les futurs modèles dessinés par Marcello Gandini, comme la Volvo Tundra (1979), la Lamborghini Jalpa ou la Citroën BX, en particulier sur l'arrière.